# Kvevlax

Kvevlax vapen.

Kvevlax (Koivulahti på finska) är en kyrkby i Korsholms kommun i Finland, 15 kilometer norrut längs riksväg 8 från Vasa. Kvevlax blev en självständig församling 1857 och var en egen kommun före sammanslagningen med Korsholm den 1 januari 1973.
Kvevlax har en skola (årskurs 1-6) och en förskola, samt ett eftis och även en löparbana, fotbollsplan, skridskobana, skidspår och utegym. Dessutom finns två matvarubutiker, en blombutik, ett bibliotek, frisör, grill, två bagerier, gym och en bank (Kvevlax sparbank).

## Historia
Kvevlax omnämns för första gången år 1440 i historiska källor. Då fastställde den tillfällige lagmannen i Österbotten, Olof Svärd, rågången mellan Kvevlax och Veikars vid tinget i Mustasaari socken. Eller som namnen då skrevs: mellan "Koiffuelaxboar" och "Witzekurcku" eller "Weickare".
Vid flygolyckan i Kvevlax 1961 havererade ett flygplan av typen DC-3 och 25 personer omkom på grund av att piloterna druckit för mycket alkohol kvällen före flygningen. Detta är Finlands värsta flygolycka.

## Sevärdheter
- Kvevlax kyrka, byggdes 1692. Kyrkan har en predikstol från 1696, medan orgeln är betydligt yngre, införskaffades 1975.
- Kvevlax UF-lokal[förtydliga] invigdes 1949, men ungdomsföreningen bildades redan 1895. Den tidigare UF-lokalen brann ned vintern 1940.
- Minnesmärket över flygplanskraschen.
- Moippe by, som med sina stengärdsgårdar är klassad som byggd kulturmiljö av riksintresse.[6]